# Wełykyj Chutir
Wełykyj Chutir (ukr. Великий Хутір) – wieś na Ukrainie, w obwodzie czerkaskim, w rejonie złotonoski, siedziba hromady. W 2001 liczyła 2184 mieszkańców, wśród których 2148 wskazało jako ojczysty język ukraiński, a 36 rosyjski.